# Radio Euroherz
Radio Euroherz ist ein Lokalradio der Neue Welle „Antenne Hof“ Hörfunk- und Fernsehprogrammanbieter-Gesellschaft mbH aus Hof in Bayern. Der Sender gehört zu den zehn erfolgreichsten Radiosendern in Bayern. Standort ist das Funkhaus Hof in der Pfarr 1, in dem auch tvo beheimatet ist. Kernsendegebiet ist die Region Hochfranken. Die Vermarktung geschieht gemeinsam mit Radio Galaxy und weiteren Lokalsendern in Oberfranken, aber auch eigenständig.

## Geschichte

Ehemaliges Logo

Medienhaus Hof

Radio Euroherz bewarb sich erfolgreich um die einzige ausgeschriebene UKW-Frequenz in Hof (damals 98,1 MHz mit 0,1 kW Sendeleistung), musste sich den Sendeplatz aber mit Extra-Radio teilen. 1988 wurden Sender in Selb, Marktredwitz und Ahornberg (Konradsreuth) in Betrieb genommen. Nach der deutschen Wiedervereinigung wurden die Frequenzen in Oberfranken neu geordnet, was mit einer Erhöhung der Sendeleistung in Hof (5 kW) einherging. Zwei Kleinsender versorgen die Gebiete um Naila und Marktredwitz, der Standort Selb entfiel. Die technische Reichweite im Sendegebiet erhöhte sich damit auf 270.000 Einwohner.
In den Jahren 1992 und 1994 hat die aufsichtführende Bayerische Landeszentrale für neue Medien mehrfach versucht, die Frequenzteilung zu beenden und Radio Euroherz mit Extra-Radio zu vereinen oder die Lizenz von Extra-Radio auslaufen zu lassen. Dagegen setzte sich Extra-Radio jedes Mal erfolgreich gerichtlich zur Wehr. (Siehe hierzu Extra-Radio, Abschnitt Abschaltungsversuche.) Aufgrund des 11. Rundfunk-Urteil von 1998 blieb die Frequenzteilung bestehen.
Das Bundesverwaltungsgericht urteilte am 31. Mai 2017, dass eine Neuverteilung der UKW-Frequenzen rechtmäßig ist, wodurch Radio Euroherz seit dem 1. Dezember 2017 auf den angestammten UKW-Frequenzen rund um die Uhr sendet.

## Programm
Das Programm bietet eine Mischung aus Information, Unterhaltung, Ratgeber und Service. Musikalisch wird ein Begleitradio mit aktuellen Hits und Songs aus den 80er- und 90er-Jahren gestaltet. Darüber hinaus ist Radio Euroherz offizieller Radiopartner des Eishockeyvereins VER Selb und überträgt die Heim- und Auswärtsspiele der Selber Wölfe in der DEL2 sowie Pokalspiele live.
Als Aushängeschild des Senders fungiert die Morningshow Der Euroherz-Morgen mit Julia & Tobi montags bis freitags. Themen und Ereignisse aus der Region Hochfranken und dem Vogtland stehen in der Morgensendung im Mittelpunkt. Hörer haben die Möglichkeit, per Sprachnachricht aktuelle Meldungen direkt ins Studio zu schicken, die dann zeitnah im Programm ausgestrahlt werden. Moderiert wird die Sendung von Programmchef Tobias Schmalfuß, zusammen mit Julia Zeilinger.
Bei Spielen der Selber Wölfe berichtet der Sender live aus den Stadien. Live-Reporter sind Euroherz-Sportchef Thomas Ploß und Kai Losert.
Jeweils zur vollen und halben Stunde werden Nachrichten ausgestrahlt. Zur vollen Stunde werden die Nachrichten durch die BLR zugeliefert und haben ihren Schwerpunkt auf Bayern, Deutschland und der Welt. Die Nachrichten zur halben Stunde werden dagegen komplett im Funkhaus Hof produziert und setzen auf eine starke regionale Berichterstattung. Gesprochen werden sie von Lisa Grießhammer (Nachrichtenchefin), Jan Gebelein, Julia Großmann und Julia Krause.
Zur Hörerbindung gibt es verschiedene Aktionen und Gewinnspiele.

## Empfang
UKW
- Hof: 88,0 MHz
- Wunsiedel 95,1 MHz
- Naila: 101,5 MHz

DAB+
Oberfranken: DAB+ Kanal 10B.
Live-Stream
Auf der Website des Senders wird ein Live-Stream angeboten. Außerdem wird er in einige regionale Kabelnetze eingespeist.